# Championnats pan-pacifiques 2018
Navigation
Édition précédente Édition suivante
La treizième édition des Championnats pan-pacifiques se déroule du 9 au 14 août 2018 à Tokyo au Japon. 
En plus des quatre pays fondateurs que sont le Japon organisateur de l'événement pour la sixième fois, les États-Unis, le Canada et l'Australie, l'ensemble des pays non membres de la Ligue européenne de natation peuvent participer à cette compétition. C'est ainsi que dix-sept pays présentent une délégation à Tokyo.
Les pays participant à cette édition 2018 sont l'Argentine, l'Australie, le Brésil, le Canada, la Chine, la Colombie, les États-Unis, l'Équateur, Guam, les Îles Cook, les Îles Mariannes du Nord, le Japon, la Nouvelle-Zélande, Oman, les Palaos, le Pérou et les Philippines.

## Résultats

### Femmes
| Épreuve              | Or | Or             | Argent | Argent     | Bronze | Bronze     |
| -------------------- | --- | -------------- | --- | ---------- | --- | ---------- |
| 50 m nage libre      | Cate Campbell Australie                                                                                        | 23.81 CR       | Simone Manuel États-Unis                                                                                     | 24.22      | Emma McKeon Australie                                                                                      | 24.34      |
| 100 m nage libre     | Cate Campbell Australie                                                                                        | 52.03 CR, OC   | Simone Manuel États-Unis                                                                                     | 52.66      | Taylor Ruck Canada                                                                                         | 52.72      |
| 200 m nage libre     | Taylor Ruck Canada                                                                                             | 1:54.44 CR     | Rikako Ikee Japon                                                                                            | 1:54.85 AS | Katie Ledecky États-Unis                                                                                   | 1:55.15    |
| 400 m nage libre     | Katie Ledecky États-Unis                                                                                       | 3:58.50        | Ariarne Titmus Australie                                                                                     | 3:59.66 OC | Leah Smith États-Unis                                                                                      | 4:04.23    |
| 800 m nage libre     | Katie Ledecky États-Unis                                                                                       | 8:09.13 CR     | Ariarne Titmus Australie                                                                                     | 8:17.07 OC | Leah Smith États-Unis                                                                                      | 8:17.21    |
| 1500 m nage libre    | Katie Ledecky États-Unis                                                                                       | 15:38.97       | Kiah Melverton Australie                                                                                     | 16:00.08   | Leah Smith États-Unis                                                                                      | 16:00.82   |
|                      | |                | |            | |            |
| 100 m dos            | Kylie Masse Canada                                                                                             | 58.61          | Emily Seebohm Australie                                                                                      | 58.72      | Kathleen Baker États-Unis                                                                                  | 58.83      |
| 200 m dos            | Kathleen Baker États-Unis                                                                                      | 2:06.14 CR     | Taylor Ruck Canada                                                                                           | 2:06.41    | Regan Smith États-Unis                                                                                     | 2:06.46    |
|                      | |                | |            | |            |
| 100 m brasse         | Lilly King États-Unis                                                                                          | 1:05.44        | Jessica Hansen Australie                                                                                     | 1:06.20    | Reona Aoki Japon                                                                                           | 1:06.34    |
| 200 m brasse         | Micah Sumrall États-Unis                                                                                       | 2:21.88        | Lilly King États-Unis                                                                                        | 2:22.12    | Satomi Suzuki Japon                                                                                        | 2:22.22    |
|                      | |                | |            | |            |
| 100 m papillon       | Rikako Ikee Japon                                                                                              | 56.08 CR, NR   | Kelsi Dahlia États-Unis                                                                                      | 56.44      | Emma McKeon Australie                                                                                      | 56.54      |
| 200 m papillon       | Hali Flickinger États-Unis                                                                                     | 2:07.35        | Sachi Mochida Japon                                                                                          | 2:07.66    | Katie Drabot États-Unis                                                                                    | 2:08.40    |
|                      | |                | |            | |            |
| 200 m quatre nages   | Yui Ohashi Japon                                                                                               | 2:08.16 CR     | Sydney Pickrem Canada                                                                                        | 2:09.07 NR | Miho Teramura Japon                                                                                        | 2:09.86    |
| 400 m quatre nages   | Yui Ohashi Japon                                                                                               | 4:33.77        | Melanie Margalis États-Unis                                                                                  | 4:35.60    | Sakiko Shimizu Japon                                                                                       | 4:36.27    |
|                      | |                | |            | |            |
| 4×100 m nage libre   | Australie Emily Seebohm (54.56) Shayna Jack (53.10) Emma McKeon (52.56) Cate Campbell (51.36)                  | 3:31.58 CR     | États-Unis Mallory Comerford (53.48) Margo Geer (53.59) Kelsi Dahlia (53.59) Simone Manuel (52.79)           | 3:33.45    | Canada Taylor Ruck (52.85) Kayla Sanchez (53.11) Rebecca Smith (54.00) Alexia Zevnik (54.11)               | 3:34.07    |
| 4×200 m nage libre   | Australie Ariarne Titmus (1:55.27) Emma McKeon (1:55.66) Mikkayla Sheridan (1:56.72) Madeline Groves (1:56.47) | 7:44.12 CR, OC | États-Unis Allison Schmitt (1:58.62) Leah Smith (1:56.44) Katie McLaughlin (1:55.47) Katie Ledecky (1:53.84) | 7:44.37    | Canada Kayla Sanchez (1:58.37) Taylor Ruck (1:54.08) Rebecca Smith (1:58.08) Mackenzie Padington (1:56.75) | 7:47.28    |
| 4×100 m quatre nages | Australie Emily Seebohm (59.28) Jessica Hansen (1:05.82) Emma McKeon (56.45) Cate Campbell (51.19)             | 3:52.74 CR     | États-Unis Kathleen Baker (59.41) Lilly King (1:04.86) Kelsi Dahlia (56.72) Simone Manuel (52.22)            | 3:53.21    | Japon Natsumi Sakai (59.20) Reona Aoki (1:06.84) Rikako Ikee (55.48) Tomomi Aoki (53.51)                   | 3:55.03 NR |
|                      | |                | |            | |            |
| 10 km en eau libre   | Haley Anderson États-Unis                                                                                      | 2:08:24.8      | Kareena Lee Australie                                                                                        | 2:08:26.0  | Ana Marcela Cunha Brésil                                                                                   | 2:08:27.0  |

### Mixte
| Épreuve              | Or                                                                                            | Or         | Argent                                                                                     | Argent     | Bronze                                                                                                | Bronze  |
| -------------------- | --------------------------------------------------------------------------------------------- | ---------- | ------------------------------------------------------------------------------------------ | ---------- | --- | ------- |
| 4×100 m quatre nages | Australie Mitch Larkin (53.08) Jake Packard (58.68) Emma McKeon (56.22) Cate Campbell (50.93) | 3:38.91 OC | Japon Ryosuke Irie (52.83) Yasuhiro Koseki (58.57) Rikako Ikee (55.53) Tomomi Aoki (54.05) | 3:40.98 AS | États-Unis Kathleen Baker (59.29) Michael Andrew (59.21) Caeleb Dressel (50.50) Simone Manuel (52.74) | 3:41.74 |